# Dirk Kontny
Dirk Kontny (* 30. November 1965 in Essen) ist ein ehemaliger deutscher Fußballspieler.

## Sportlicher Werdegang
Kontny entstammt der Jugend der SG Wattenscheid 09, mit der B-Junioren-Mannschaft des Bochumer Stadtteilklubs erreichte er in der Deutschen B-Juniorenmeisterschaft 1981/82 das Finalspiel. Beim 3:1-Erfolg über den Nachwuchs von Eintracht Frankfurt gehörte er neben dem zweifach erfolgreichen Michael Skibbe zu den Torschützen. Später rückte er in die seinerzeit in der 2. Bundesliga antretende Wettkampfmannschaft auf, sein Profidebüt gab er unter Trainer Hans-Werner Moors als Einwechselspieler für Martin Tilner bei einer 1:4-Heimniederlage gegen den Tabellenführer FC 08 Homburg im Dezember 1985. Nach weiteren Kurzeinsätzen im Saisonverlauf konnte er sich gegen Ende der Saison 1985/86 als Stammspieler etablieren. Unter Gerd Roggensack rückte er mit dem Klub in die Spitzengruppe der 2. Bundesliga auf und stand in der Spielzeit 1987/88 lange Zeit auf dem zweiten und dritten Tabellenplatz. Kontny gehörte dabei zur Mannschaft, die am letzten Spieltag der Saison nach einem 1:1-Remis beim 1. FC Saarbrücken vom punktgleichen SV Darmstadt 98, der sein Spiel beim VfL Osnabrück gewann, aufgrund der schlechteren Tordifferenz vom Relegationsplatz verdrängt wurde. Später übernahm Hans Bongartz den Trainerposten, unter dem die Mannschaft am Ende der Spielzeit 1989/90 als Vizemeister hinter Hertha BSC in die Beletage aufstieg. Dabei war Kontny verletzungsbedingt in den letzten vier Saisonspielen nicht mehr zum Einsatz gekommen. Auch in der Bundesliga kam er aufgrund diverser Verletzungen nur zeitweise als Stammspieler zum Einsatz, hatte jedoch mit 23 Saisoneinsätzen und zwei Toren in der Spielzeit 1990/91 die Verantwortlichen des Lokalrivalen VfL Bochum überzeugt und wechselte ins Ruhrstadion. Hier fasste er aufgrund seiner Verletzungsanfälligkeit jedoch nicht Fuß, und wechselte noch im Laufe der Spielzeit 1991/92 aus der ersten Liga zum Zweitligisten SC Fortuna Köln. Später kehrte er zur SG Wattenscheid 09 zurück, wo er für die Amateurmannschaft in der Oberliga Westfalen auflief. Am Ende der Oberliga-Saison 1993/94 qualifizierte er sich mit der Mannschaft für die neu geschaffene Fußball-Regionalliga West/Südwest, wo er kurze Zeit später die aktive Laufbahn beendete. Er absolvierte insgesamt 24 Spiele in der Bundesliga (2 Tore) und 141 Spiele in der 2. Bundesliga (22 Tore).
Dirk Kontny ist der jüngere Bruder des ehemaligen Fußballspielers Frank Kontny. Er betreibt einen Kiosk am Haltepunkt Wattenscheid-Höntrop.